# San Miguel (bière)
 (juillet 2015).
Si vous disposez d'ouvrages ou d'articles de référence ou si vous connaissez des sites web de qualité traitant du thème abordé ici, merci de compléter l'article en donnant les références utiles à sa vérifiabilité et en les liant à la section « Notes et références ».
Pour les articles homonymes, voir San Miguel.

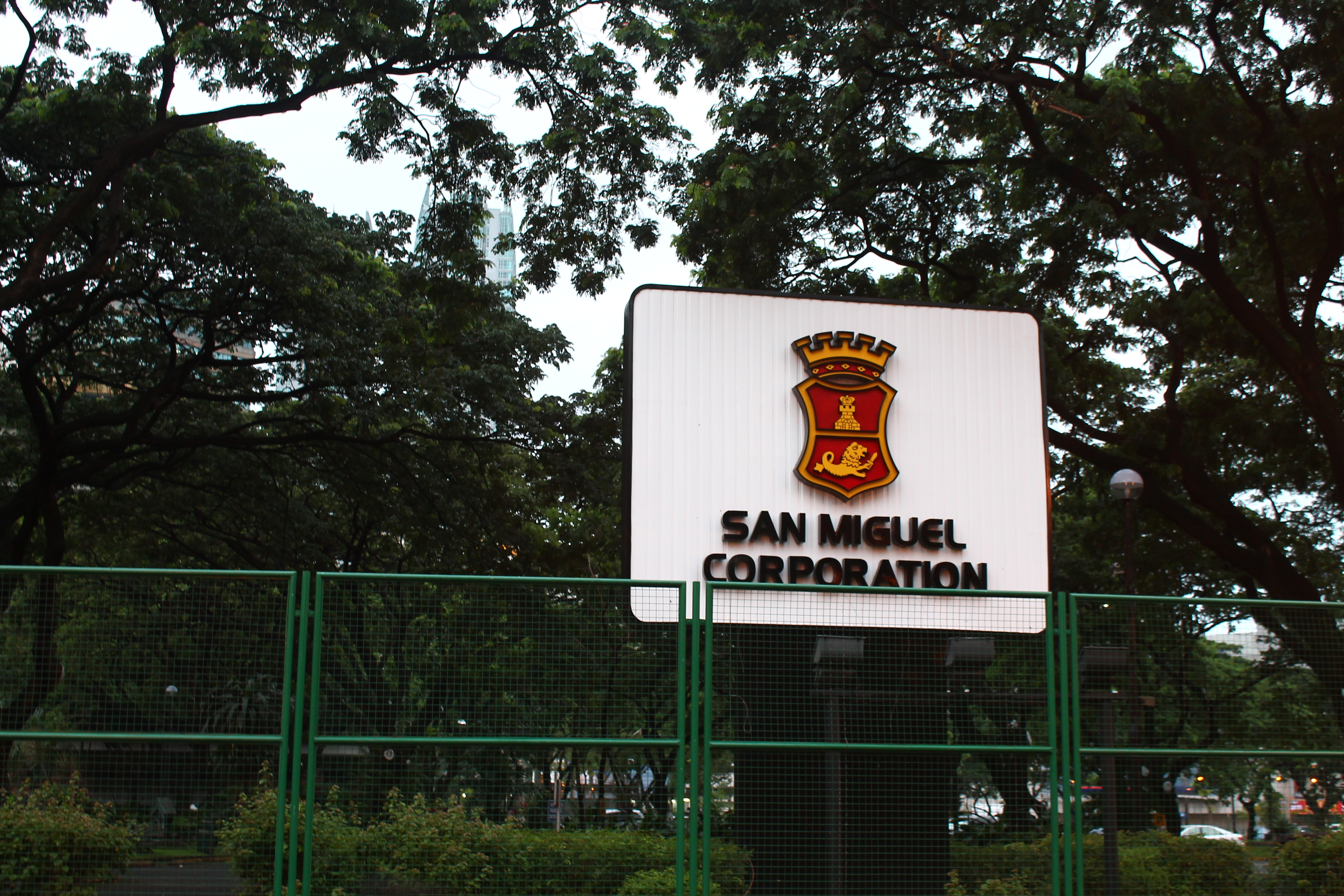
Logo de la marque.

San Miguel est une marque de bière produite et distribuée de façon indépendante :
- aux Philippines par la San Miguel Brewery, Inc.[1] appartenant au groupe industriel San Miguel Corporation (qui occupe une place prépondérante sur le marché philippin, notamment dans l'agro-alimentaire et l'emballage).
- en Espagne par la société Mahou-San Miguel.

## Histoire

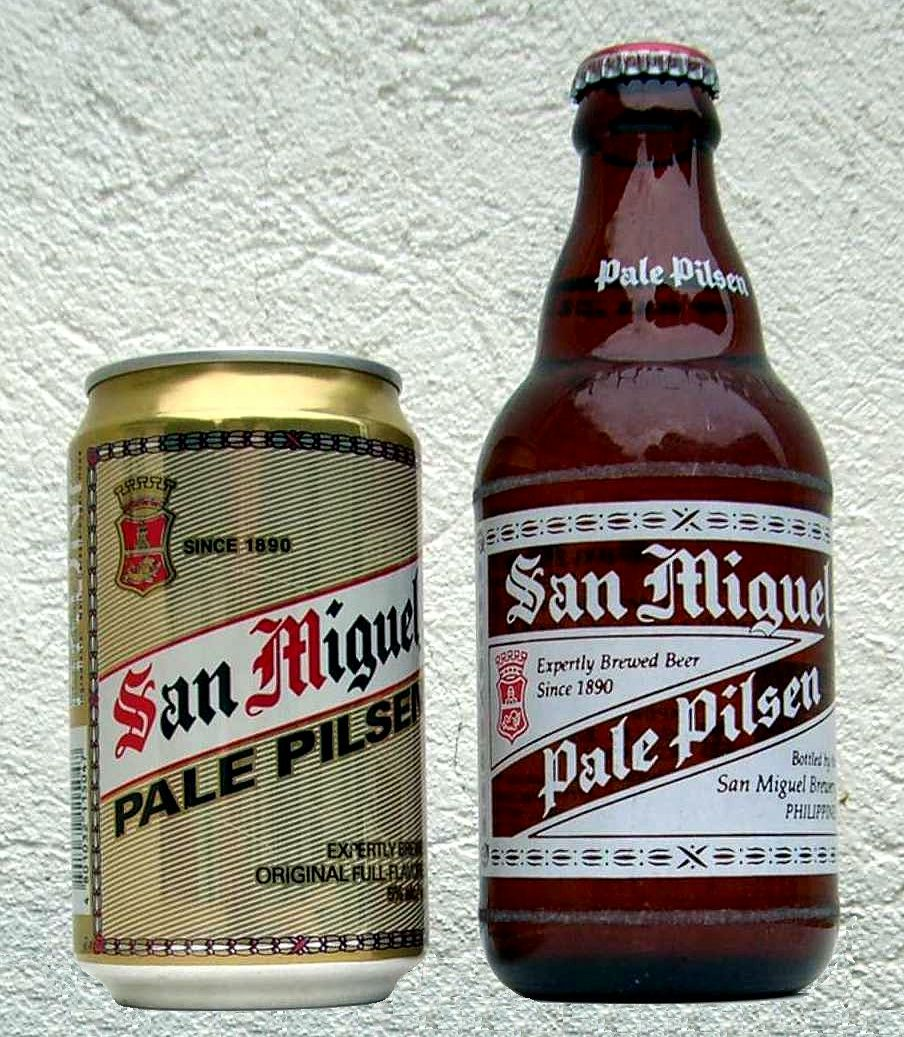
La San Miguel Pale Pilsen.

### Asie
L'implantation de la brasserie San Miguel remonte à 1890[réf. nécessaire]. Elle a été fondée à Manille par un noble espagnol[réf. nécessaire], Enrique Barretto y de Ycaza, et tient son nom de la brasserie que celui-ci dirigeait déjà[Quand ?] à Barcelone.
C'est le début de l'empire industriel que deviendra[Quand ?] la San Miguel Corporation.
La bière San Miguel Pale Pilsen est la marque leader[réf. nécessaire] sur le marché philippin et à Hong Kong. Une large gamme d'autres bières vendues sous la marque San Miguel sont produites[réf. nécessaire].
La brasserie possède de nombreuses filiales en Asie et produit de la bière sous d'autres marques en licence en Indonésie, au Népal, en Chine[réf. nécessaire].

### Espagne

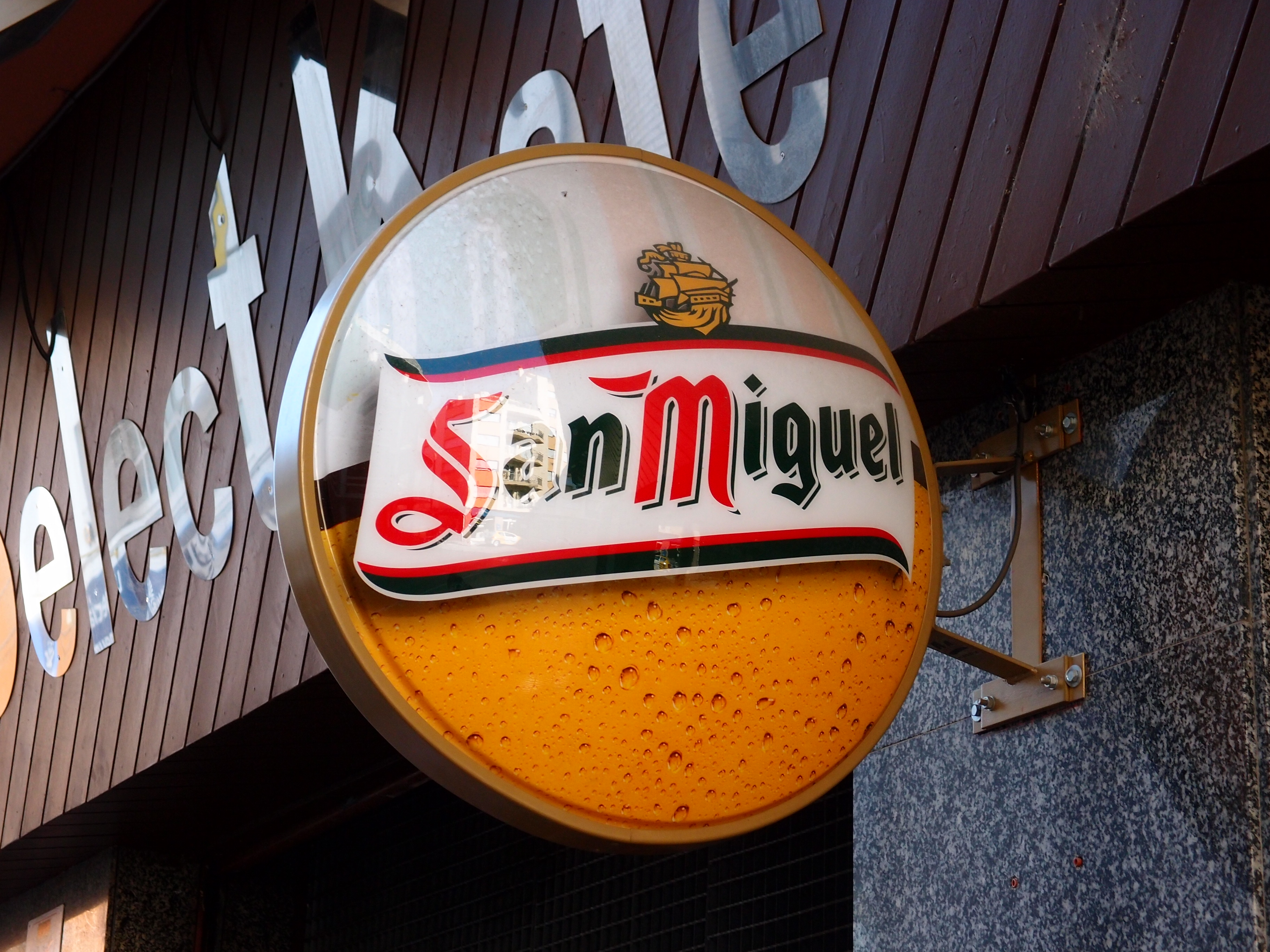
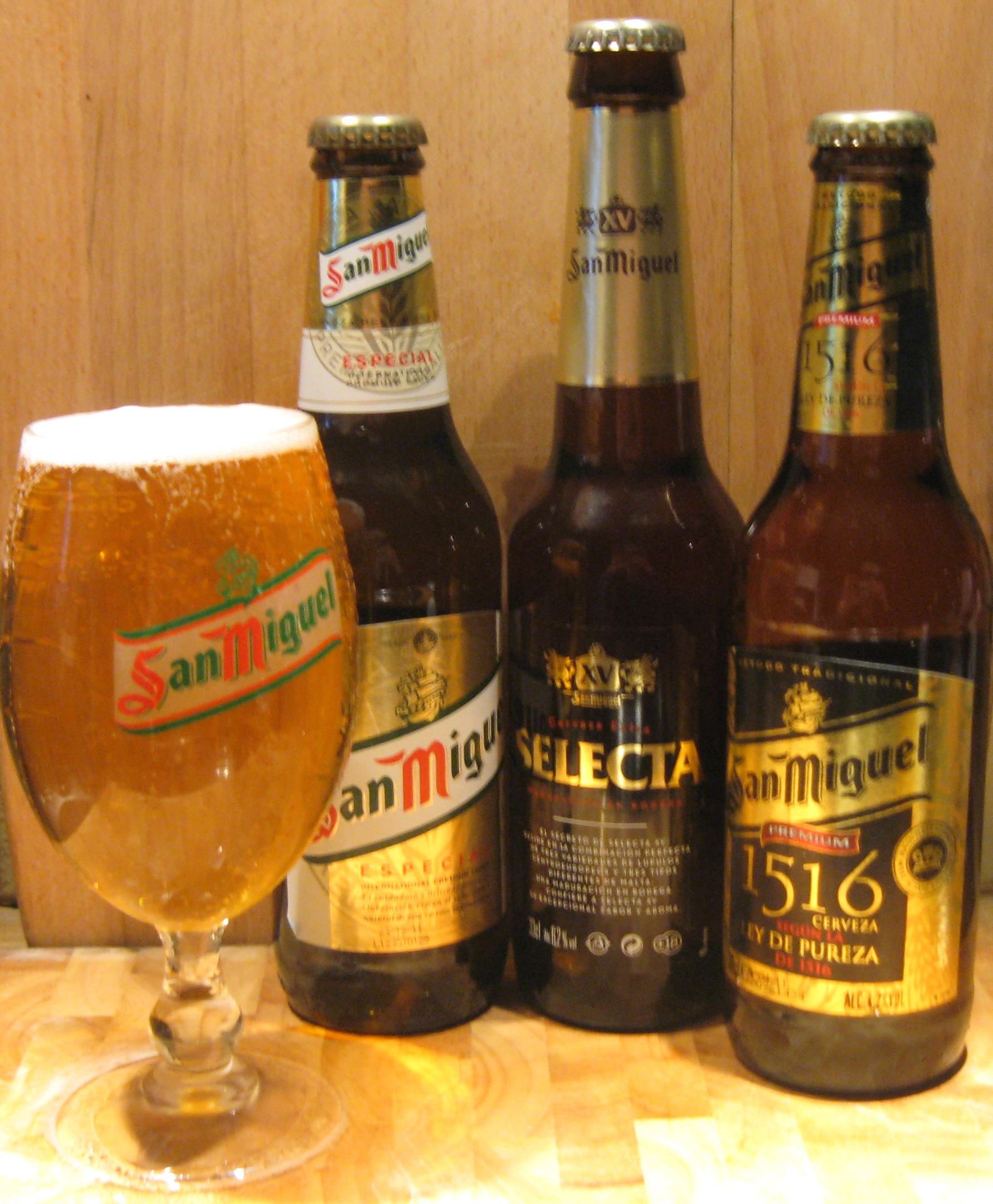
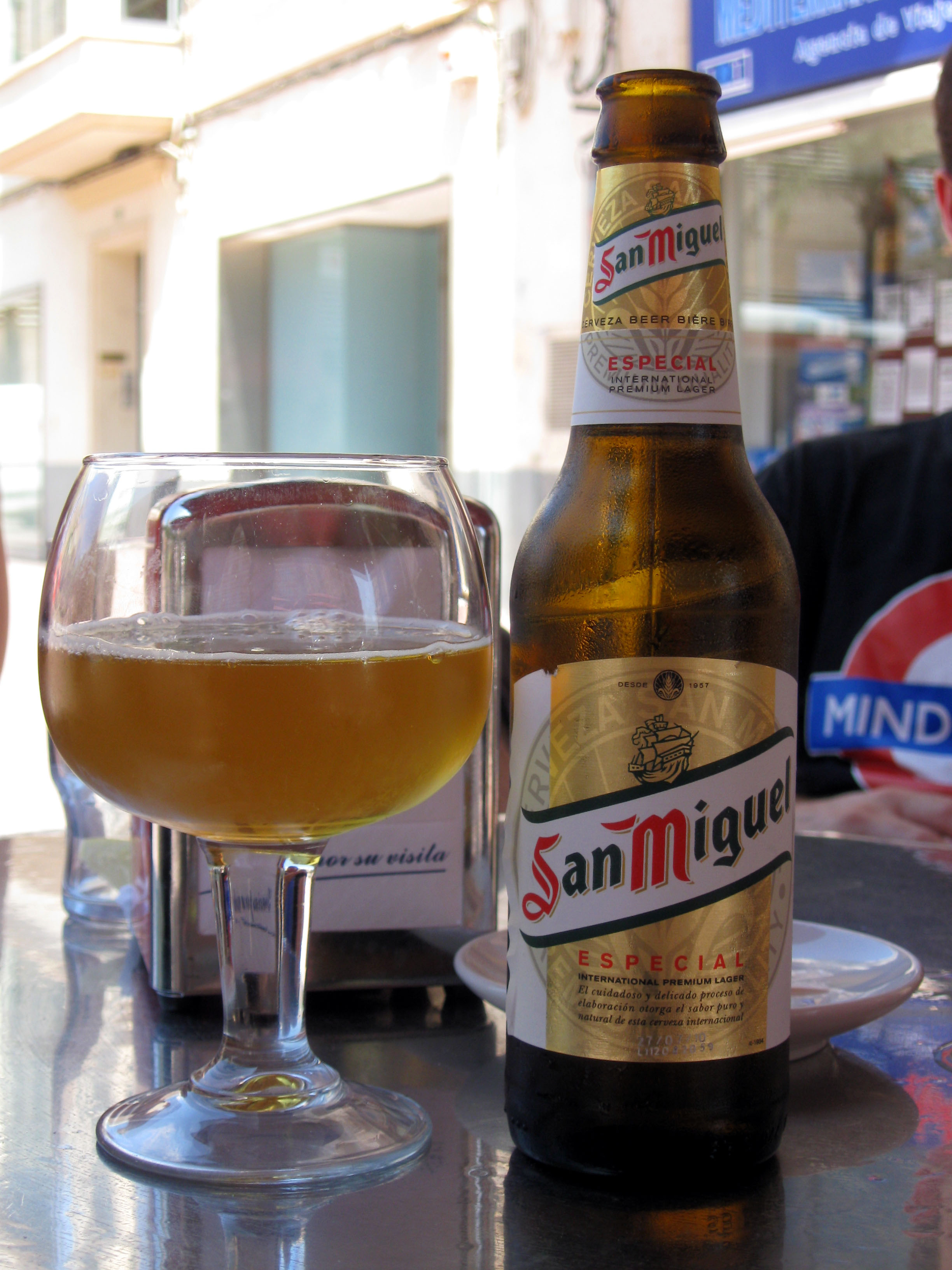
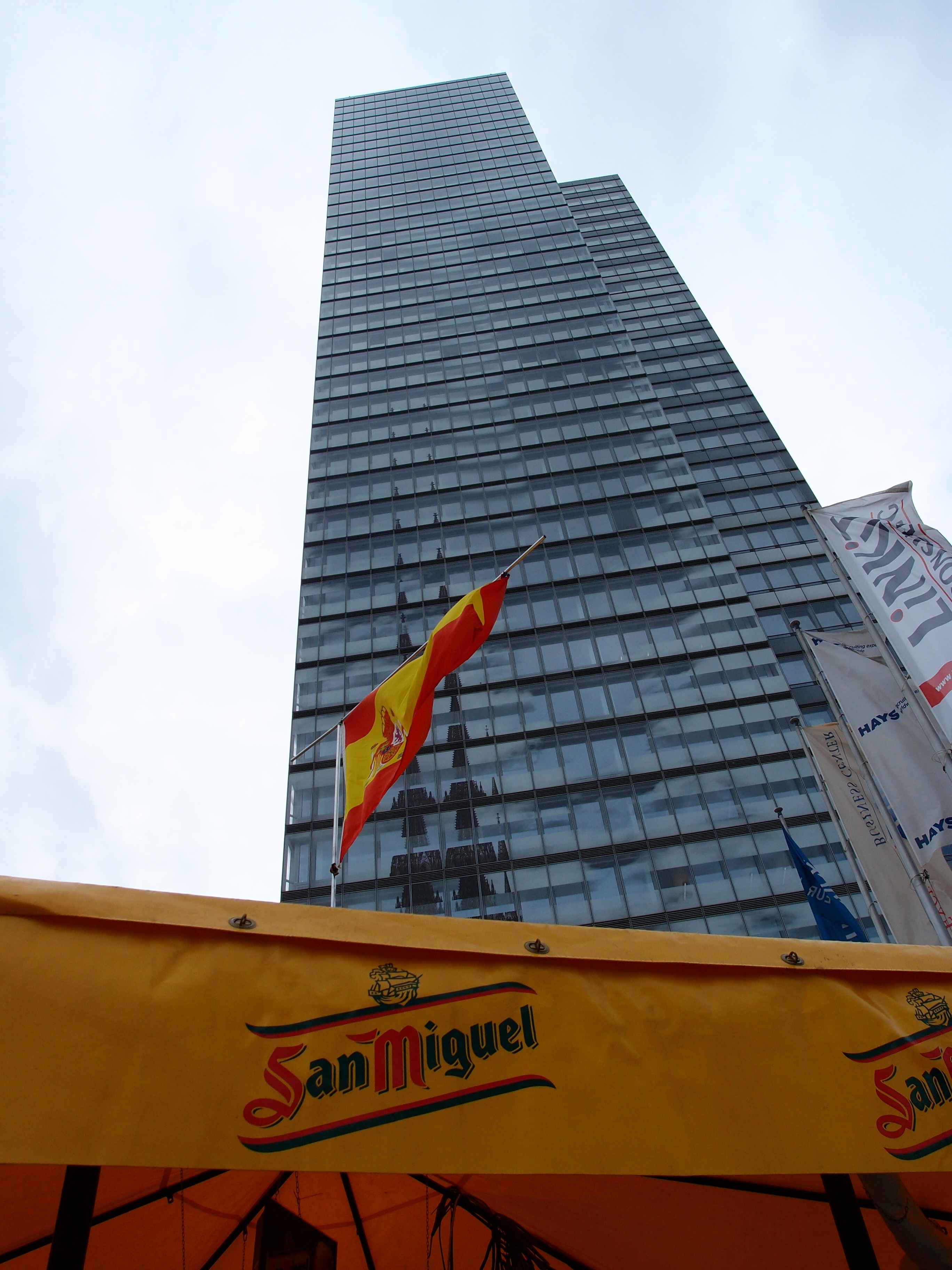

Voir Mahou-San Miguel